# 阿利克斯鎮區 (阿肯色州富蘭克林縣)
阿利克斯鎮區（英語：Alix Township）是位於美國阿肯色州富蘭克林縣的一個行政鎮區。

## 地方資料
阿利克斯鎮區的面積為39.33平方千米，當中陸地面積為37.24平方千米，而水域面積為2.09平方千米。根據2010年美國人口普查的數據，當地共有人口470人，而人口密度為每平方千米11.95人。